# Luis Gabelo Conejo
Luis Gabelo Conejo Jiménez (San Ramón, 1º gennaio 1960) è un ex calciatore costaricano, di ruolo portiere.

## Carriera
Partecipò alla CONCACAF Gold Cup 1991 e al campionato del mondo 1990 al termine del quale viene inserito nella formazione ideale del torneo.

## Palmarès
- Top 11 dei Mondiali: 1 [2]

Italia 1990